# Уир, Дэвид (футболист, 1863)
Дэ́вид Уи́р (англ. David Weir), также известный как Де́йви Уи́р (англ. Davie Weir; 29 августа 1863 — 1 декабря 1933) — английский футболист и футбольный тренер. В качестве игрока наиболее известен по выступлениям за клубы «Болтон Уондерерс» и «Ардуик», также провёл 2 матча за национальную сборную Англии. Впоследствии был главным тренером английского клуба «Глоссоп» и германского «Штутгартер Кикерс».

## Клубная карьера
Футбольную карьеру начал в шотландских клубах «Хэмптон», «Мейбол» и «Тисл». В сезоне 1887/88 выступал за английский клуб «Халлиуэлл» из Болтона. В июне 1888 года подписал контракт с клубом «Болтон Уондерерс». 8 сентября 1888 года дебютировал за клуб в матче первого тура первого в истории розыгрыша Футбольной лиги, выйдя на поле в роле центрального хавбека против «Дерби Каунти». 22 сентября 1888 года Дейви Уир забил свой первый гол в Футбольной лиге в матче против «Престон Норт Энд», будущего чемпиона. В сезоне 1888/89 он провёл за команду все 22 матча в Футбольной лиге, в которых забил 10 голов. Был игроком-универсалом, выступая на позициях центрального хавбека, флангового хавбека и нападающего. В матче Кубка Англии против «Шеффилд Юнайтед» 1 февраля 1890 года Уир забил 4 мяча (матч завершился победой «Болтон Уондерерс» со счётом 13:0).
В мае 1890 года Уир перешёл в клуб «Ардуик» (позднее сменивший название на «Манчестер Сити»), который на тот момент ещё не выступал ни в какой футбольной лиге. Там он играл в роли нападающего. 4 октября 1890 года забил первый гол «Ардуика» (и «Манчестер Сити») в Кубке Англии, сделав хет-трик в матче первого отборочного раунда против клуба «Ливерпуль Стэнли». В сезоне 1891/92 «Ардуик» вступил в Футбольный альянс, а год спустя был принят во Второй дивизион Футбольной лиги. Он забил 8 голов в 14 матчах чемпионата. В январе 1893 года покинул «Ардуик», вернувшись в «Болтон Уондерерс». Там он провёл ещё два года, сыграв 33 матча и забив 10 голов. В 1895 году покинул «Болтон Уондерерс» и вернулся в «Мейбол».

## Карьера в сборной
2 марта 1889 года Дейви Уир дебютировал за национальную сборную Англии, выйдя на позиции центрального хавбека в матче Домашнего чемпионата против сборной Ирландии на стадионе «Энфилд»; англичане одержали в той игре победу со счётом 6:1. В некоторых источниках автором первого гола англичан значится Дейви Уир, в других им называется Алфред Шелтон.
13 апреля 1889 года провёл свой второй (и последний) матч за национальную сборную, выйдя на позиции левого инсайда в игре против Шотландии, который завершился поражением Англии со счётом 2:3. Второй гол англичан, забитый на 17-й минуте со штрафного удара, согласно разным отчётам, был забит Бассеттом, Джоном Гудоллом  или Дейви Уиром, хотя чаще всего автором гола называется Бассетт.

## Тренерская карьера
После 1895 года Уир работал в тренерском штабе клуба «Мейбол» (иногда выходя на поле в качестве игрока). Также основал фирму по изготовлению футбольных бутс. С августа 1909 года по март 1911 года был главным тренером английского клуба «Глоссоп» (позднее сменившего название на «Глоссоп Норт Энд»).
С апреля по октябрь 1911 года был главным тренером германского клуба «Штутгартер Кикерс».

## Достижения
«Ардуик»
- Обладатель Большого кубка Манчестера: 1891[1]

«Болтон Уондерерс»
- Финалист Кубка Англии: 1893/94[1]